# Бочкаев, Ризван Султанович
Ризван Султанович Бочкаев (чечен. Бачки - Сайдулли-Султана кӀант Ризван; 21 августа 1965, город Шали, Чечено-Ингушская АССР, РСФСР, СССР — 1 мая 2024) — российский и международный спортивный функционер, спортсмен и тренер.

## Биография
Ризван Бочкаев родился 21 августа 1965 года в городе Шали в семье Бочкаева Султана Сайдулаевича (1932 года рождения) и Индиговой Малики Дакаевны (1930 года рождения).
В 1991 году окончил Грозненский нефтяной институт имени академика М. Д. Миллионщикова по специальности «Промышленное и гражданское строительство».
Чеченец, принадлежит к тейпу Цонтарой, тукхум Нохчмахкахой.
Умер 1 мая 2024 года в возрасте 58 лет.

## Спортивная карьера
С 2011 года занимался грэпплингом в качестве старшего тренера спортивной сборной команды России по спортивной борьбе.
2 марта 2011 года учредил и возглавил в качестве президента общероссийскую физкультурно-спортивную общественную организацию «Всероссийская федерация грэпплинга», которая впоследствии была ликвидирована 18 ноября 2013 года из-за юридических сложностей с отчётностью.
В результате летом 2014 года была учреждена новая спортивная федерация занимающаяся грэпплингом в России, которую Бочкаев возглавил на должности президента.
С 5 сентября 2014 года президент Всероссийской федерации грэпплинга.
С 2015 года президент Всемирного комитета грэпплинга Объединённого мира борьбы.
С 12 декабря 2020 года член Исполкома и вице-президент Федерации спортивной борьбы России.

## Награды и звания
С 24 июля 2017 года — Заслуженный тренер России.
В мае 2018 года вручена высшая награда Объединённого мира борьбы — орден UWW.

## Семья
Четверо сыновей:
- Бочкаев, Алу Ризванович (род. 1 декабря 1997 года, Москва). Мастер спорта России международного класса (25 апреля 2016 года)[10]. Выступает за Россию по грэпплингу и дзюдо. Чемпион мира по спортивной борьбе (грэпплинг ги) (2015 год).
- Бочкаев, Ислам Ризванович (род. 2 января 2002 года, Москва). Борец, Мастер спорта международного класса России.Чемпион мира по спортивной борьбе (грэпплинг ги) (2021 года).
- Бочкаев Аслан Ризванович (род. 2007 год, Москва).
- Бочкаев Амин Ризванович (род. 2012 год, Москва).